# Ladiges (Adelsgeschlecht)

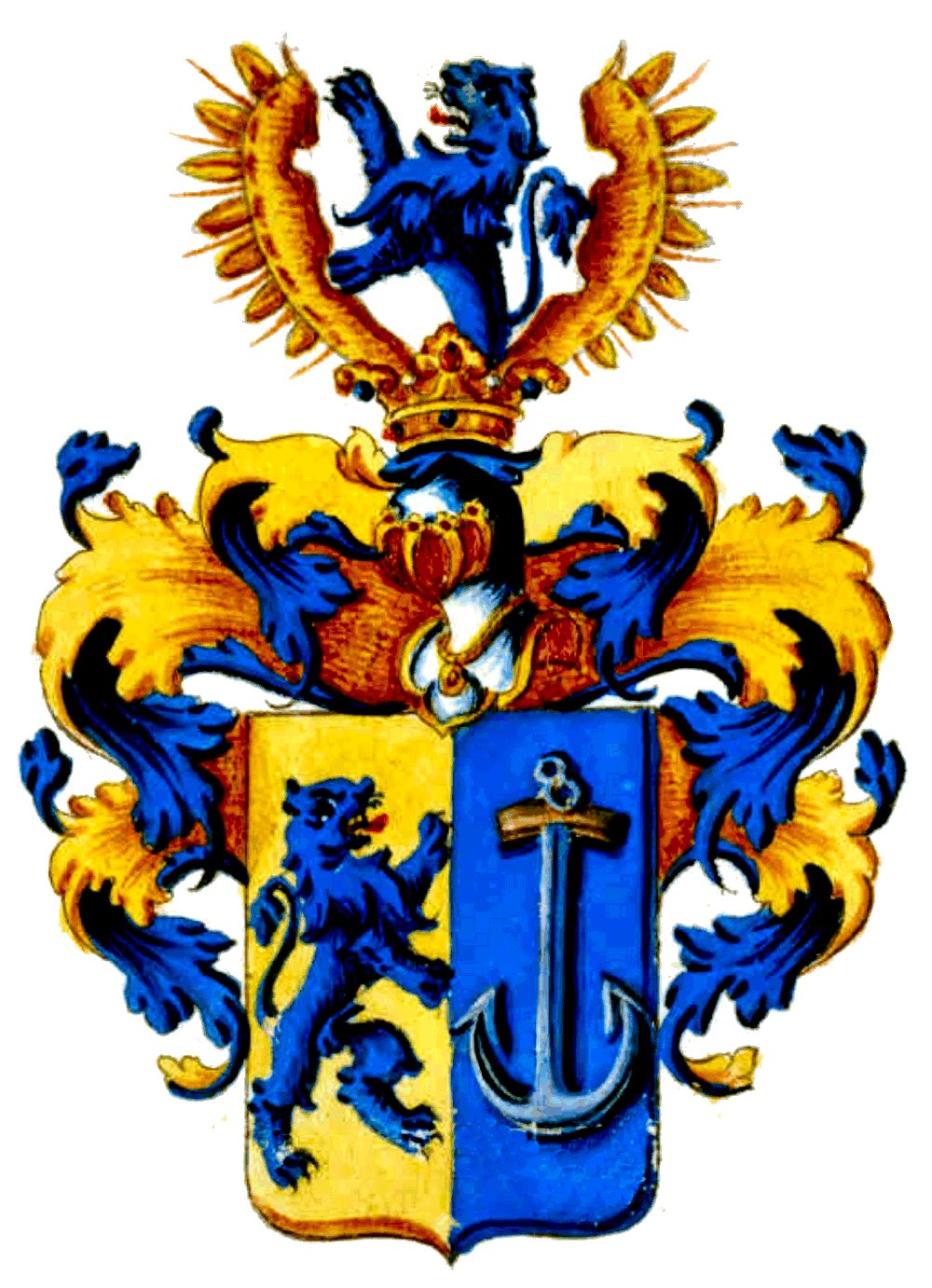
Wappen derer von Ladiges

Ladiges ist der Name eines 1823 nobilitierten mecklenburgisch-dänischen Adelsgeschlechts.

## Geschichte

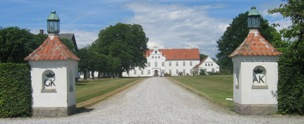
Herrenhaus Vosnæsgård (Aarhus Kommune, 2006)

Dietmer Friedrich Ladiges (1728–1771), Ober-Gerichtsadvokat in Altona, Herr auf Barnekow (1789 bis 1864 in Familienbesitz) und Vosnæsgård (1827 bis 1835 in Familienbesitz), wurde am 14. Januar 1823 in Wien von Kaiser Franz von Österreich in den österreichischen Adelsstand erhoben. Durch Beschluss vom 20. März 1824 und Patent vom 18. April 1827 wurde er in den dänischen Adel aufgenommen. Sein Sohn Gustav von Ladiges (1803–1869) wurde 1855 bzw. am 23. April 1856 in den mecklenburgischen Adel rezipiert.
Weiterer Gutsbesitz bestand in Mecklenburg auf Groß und Klein Schwansee (1836–1846), auf Groß Siemen (1796–1798) sowie auf Wilmstorf (1786–1794).
Im Einschreibebuch des Klosters Dobbertin von 1696–1918 befinden sich zwei Eintragungen von Töchtern der Familien von Ladiges:
- Nr. 1599 Anna Franzisca Julia Therese Philippine Pauline von Ladiges, Tochter des Herrn von Ladiges auf Barneckow, eingeschrieben am 26. November 1770, gestorben am 26. August 1883;
- Nr. 1709 Theresa (Resi) Anna Ferdinandine Emma Monica von Ladiges auf Barneckow, geboren am 4. Mai 1881, eingeschrieben am 6. Mai 1881, lebte in Hamburg und kam am 1. April 1943 aus Rottach am Tegernsee nach Dobbertin.

## Angehörige
- Agnes von Ladiges († 1857), Mutter von Oberst Friedrich Ludwig von Mecklenburg (1821–1884)
- Charlotte von Ladiges (1824–1876), Ehefrau von General der Infanterie Louis von Rothmaler (1814–1884); Schwiegermutter von Generaloberst und Kriegsminister Karl von Einem (1853–1934)
- Thyra von Ladiges (1885–1965), Ehefrau des Propstes des Klosters Uetersen Arved von Wedderkop (1873–1954)
- Gertrud von Ladiges, Tennisspielerin des Harvestehuder THC und mehrfache Teilnehmerin an deutschen Meisterschaften in den 1950er Jahren
- Dietmer von Ladiges († 1997), Wirtschaftsjournalist

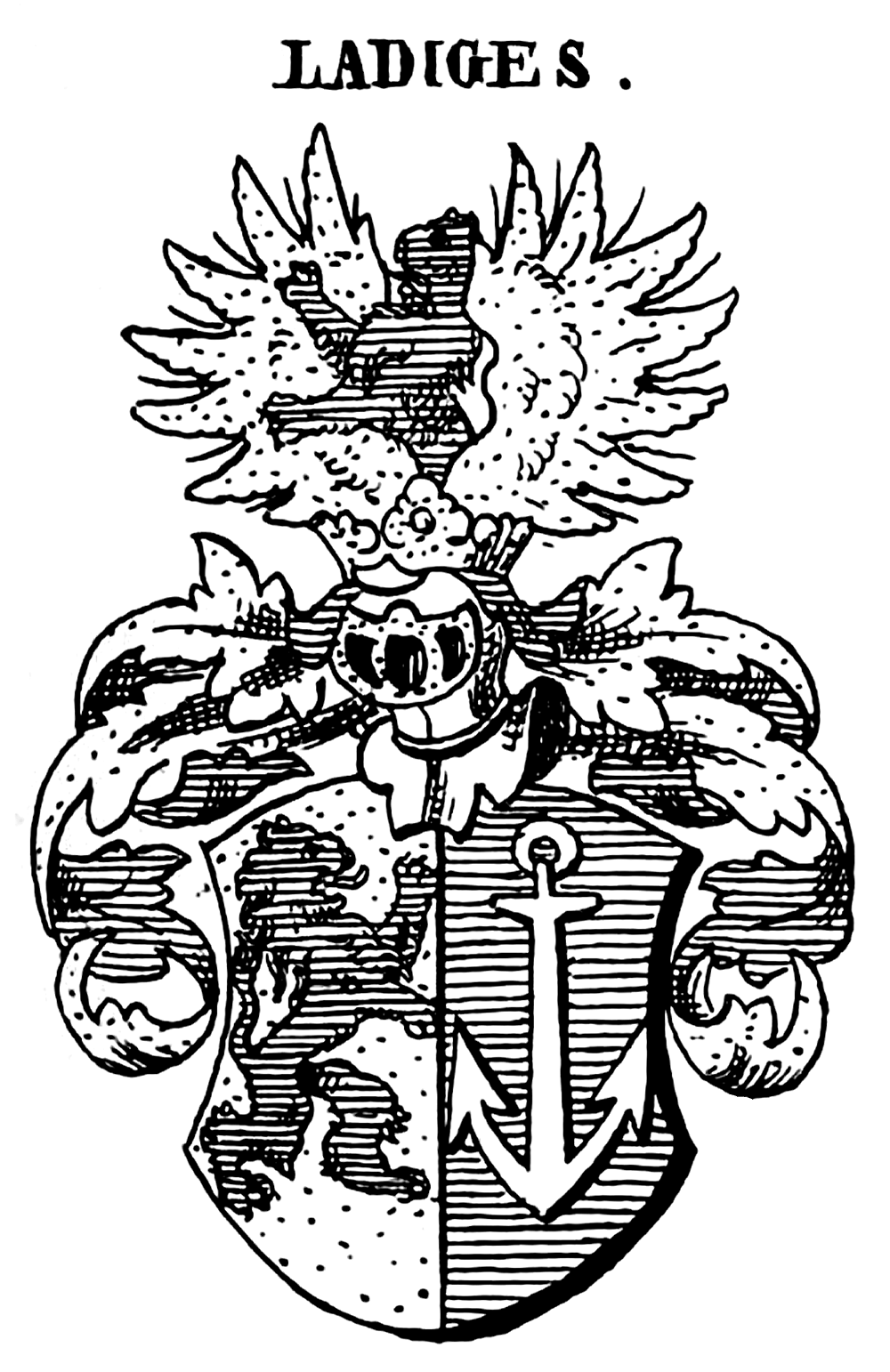
Wappen derer von Ladiges in Siebmachers Wappenbüchern

## Wappen
Das Wappen von 1823 ist gespalten, rechts in Gold ein linksgekehrter blauer Löwe, links in Blau ein aufgerichteter goldener (wahlweise eiserner) Anker. Auf dem gekrönten Helm mit blau–goldenen Decken der wachsende Löwe nach rechtsgekehrt, zwischen offenem goldenen Flug.